# جیلین اندرسون
جیلین آندرسون (به انگلیسی: Gillian Anderson) (زاده ۹ اوت ۱۹۶۸) بازیگر آمریکایی-بریتانیایی، دارای درجهٔ افتخاری «افسر رتبهٔ امپراتوری بریتانیا» و از چهره‌های مشهور هالیوود است. او که نویسنده و اکتیویست نیز هست بیشتر با نقش «دینا اسکالی» در مجموعه تلویزیونی پرونده‌های اکس و نیز نقش کارآگاه «استلا گیبسون» در مجموعه تلویزیونی سقوط و همچنین «دکتر بدلیا دوموریه» در هانیبال شناخته می‌شود.

## فیلم‌شناسی
- تراشکاری (۱۹۹۲)
- پرونده‌های اکس (مجموعه تلویزیونی، ۲۰۱۹–۱۹۹۳)
- تاکسی شیکاگو (۱۹۹۷)
- توانا (۱۹۹۸)
- پرونده‌های مجهول (۱۹۹۸)
- خانه شادی (۲۰۰۰)
- آخرین پادشاه اسکاتلند (۲۰۰۶)
- پرونده‌های مجهول: می‌خواهم باور کنم (۲۰۰۸)
- چگونه دوستان را از دست بدهیم و مردم را غریبه کنیم (۲۰۰۸)
- بوگی ووگی (۲۰۰۹)
- جانی اینگلیش دوباره متولد می‌شود (۲۰۱۱)
- آرزوهای بزرگ (۲۰۱۱)
- خواهر (۲۰۱۲)
- آخرین عشق آقای مورگان (۲۰۱۳)
- خانه نایب الملک (۲۰۱۳)
- اربابان آهنین (۲۰۱۴)
- خانه شوم (۲۰۱۷)
- هانیبال (مجموعه تلویزیونی، ۲۰۱۵–۲۰۱۳)
- سقوط (مجموعه تلویزیونی، ۲۰۱۶–۲۰۱۳)
- تاج (مجموعه تلویزیونی، ۲۰۱۶)
- جنگ و صلح (مجموعه تلویزیونی، ۲۰۱۶)
- جاسوسی که از من روی برگرداند (۲۰۱۸)
- آموزش جنسی (مجموعه تلویزیونی، ۲۰۱۹-اکنون)
- شب نور آفتاب (۲۰۲۰)